# سلسکیفته

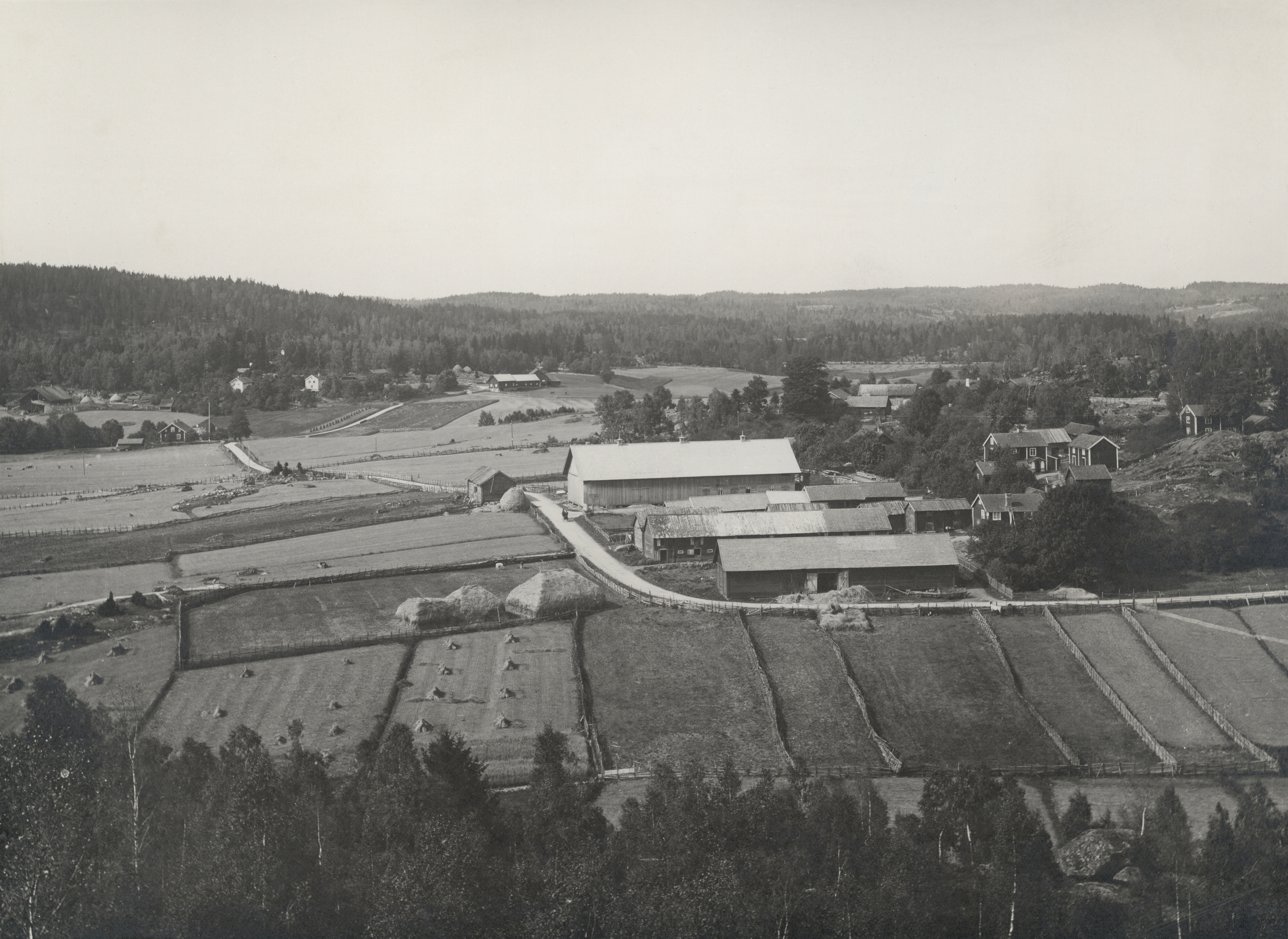
Väsby، یک روستای تقسیم نشده در شهرستان اوستریوتلاند، ۱۸۹۸.

سیستم سُلسکیفته (سوئدی: Solskifte) یک سیستم مالکیت زمین بود که در قرون وسطای آغازین توسعه یافت، اما در قانون سوئد حدود سال ۱۳۵۰ رسمیت یافت. سولسکیفته به معنای "تقسیم خورشید" است و راهی برای تخصیص زمین در جامعه است، به طوری که هر کشاورز در طول سال به طور مساوی به خورشید دسترسی داشته باشد. این یک ویژگی مهم در یک کشور کوهستانی و شمالی مانند سوئد بود. این سیستم با فتح وایکینگ‌ها به بخش‌هایی از انگلستان و فنلاند صادر شد، جایی که شواهدی از آن در چشم‌انداز مدرن باقی مانده است.
در این روش تصرف، یک جامعه از یک روستا و زمین‌های اطراف آن تشکیل می‌شد. روستا به "توفت‌ها"ی جداگانه (جایی که خانه‌ها ساخته شده بودند) و به مزارعی که کشاورزی در آنها انجام می‌شد، تقسیم می‌شد. از آنجایی که هر مزرعه خواص و میزان محصول متفاوتی داشت، مزارع به نوارهایی تقسیم و طوری توزیع می‌شدند که هر خانواده در روستا (معمولاً) به سهم معادلی از مزارع خوب و بد دسترسی داشته باشد. سپس روستا توسط یک دادگاه هالموت و انجمن‌های محلی آیین‌نامه اداره می‌شد.